# Simon Niepmann
Simon Niepmann (Lörrach, 2 augustus 1985) is een Zwitsers roeier. Hij maakte zijn debuut tijdens de Wereldkampioenschappen roeien 2008 voor niet-olympische roeinummers met een zevende plaats in de lichte-twee-zonder-stuurman. Op de Olympische Zomerspelen 2012 behaalde Niepmann een vijfde plaats. Tijdens de Wereldkampioenschappen roeien 2013 en 2014 won hij de wereldtitel in de niet-olympische lichte-twee-zonder-stuurman. Op de Wereldkampioenschappen roeien 2015 was Niepmann overgestapt naar de olympische lichte-vier-zonder-stuurman en won toen de wereldtitel. Op de Olympische Zomerspelen 2016 won hij de olympische titel in de lichte-vier-zonder-stuurman.

## Resultaten
- Wereldkampioenschappen roeien 2008 in Ottensheim 7e in de lichte-twee-zonder-stuurman
- Wereldkampioenschappen roeien 2009 in Poznań 9e in de lichte-twee-zonder-stuurman
- Wereldkampioenschappen roeien 2010 in Cambridge 8e in de lichte-vier-zonder-stuurman
- Wereldkampioenschappen roeien 2011 in Bled 6e in de lichte-vier-zonder-stuurman
- Olympische Zomerspelen 2012 in Londen 5e in de lichte-vier-zonder-stuurman
- Wereldkampioenschappen roeien 2013 in Chungju  in de lichte-twee-zonder-stuurman
- Wereldkampioenschappen roeien 2014 in Amsterdam  in de lichte-twee-zonder-stuurman
- Wereldkampioenschappen roeien 2015 in Aiguebelette-le-Lac  in de lichte-vier-zonder-stuurman
- Olympische Zomerspelen 2016 in Rio de Janeiro  in de lichte-vier-zonder-stuurman

1996: Victor Feddersen & Niels Henriksen & Thomas Poulsen & Eskild Ebbesen ·
2000: Laurent Porchier & Jean-Christophe Bette & Yves Hocdé & Xavier Dorfman ·
2004: Thor Kristensen & Thomas Ebert & Stephan Mølvig  & Eskild Ebbesen ·
2008: Mads Kruse Andersen & Eskild Ebbesen & Thomas Ebert & Morten Jørgensen·
2012: James Thompson & Matthew Brittain & John Smith & Sizwe Ndlovu ·
2016: Mario Gyr & Simon Niepmann & Simon Schürch & Lucas Tramèr